# Maní (Casanare)
Maní é um município da Colômbia, localizado no departamento de Casanare. Tem uma população de 24.551 habitantes[carece de fontes?].